# 真柴摩利
真柴摩利（日语：／ Mashiba Mari，1959年11月21日—），日本女性配音員。出身於群馬縣。身高155cm。O型血。

## 簡介
本名杉浦 真理子（すぎうら まりこ）。Production baobab所屬。擅長的方言為群馬方言。
為人熟悉的代表配音作品有長壽動畫《蜡笔小新》的風間徹&小白，《小松君 (1988年版)》的松野空松、旗坊及《機動戰士鋼彈0083：Stardust Memory》的西瑪·卡拉豪。除了日本動畫之外，也有在美國長壽動畫《辛普森一家》擔任羅德·費爾德、拉爾夫·維古姆的日語配音。

### 特色、人物
擅長像《蜡笔小新》風間和《小松君 (1988年版)》空松等等個性好強的少年是真柴聲音之特色，另一方面，她有在《辛普森一家》同樣設定也是個性好強少年的拉爾夫進行日語配音。除此之外，《機動戰士鋼彈0083：Stardust Memory》的西瑪·卡拉豪是真柴自身少數為性感女性配音的角色。
真柴從蠟筆小新電視動畫開播幫風間配音以來，同時兼配主角新之助飼養毛犬小白的聲音。原因是她在新人時期，負責《哆啦A夢 (大山羨代版)》音響監督工作的大熊昭聽過真柴配貓犬等等動物及哆啦A夢道具的聲音之後，指定小白的聲音讓真柴擔任。
興趣：料理、觀賞賽車。特長：插圖。

## 演出
粗體字表示主要角色。

### 電視動畫
1983年
- 銀河漂流拜法姆（蓋）

1985年
- 哆啦A夢 (大山羨代版)（咪咪〈初代〉、記者機器人、女孩子A 等）

1986年
- 青春動畫全集（日语：青春アニメ全集）「潮騷」（小孩）
- 褞袍超人（纏住鬼）
- 機器人阿丁（日语：ロボタン）

1987年
- 星戰英豪（日语：赤い光弾ジリオン）（惡童A）
- 城市獵人（美女A、美女、太妹B）
- 妙手小廚師（仲田幸二、女學生A）

1988年
- 美味大挑戰（仲居C、女性顧客B）
- 小松君 (1988年版)（松野空松、旗坊[6]）

1989年
- 寶馬神童（日语：青いブリンク）（校長、史畢加）
- 哆啦A夢 (大山羨代版)（女孩子A）
- 桃太郎傳說（鬼姬、鶴）
- 摔角軍團〈銀河篇〉聖戰士羅賓Jr.（日语：レスラー軍団〈銀河編〉 聖戦士ロビンJr.）（比利·JJ）
- YAWARA！（小川選手、十條美智子、大林、咪米）

1990年
- 偶像天使陽子（瑪莉歐）
- NG騎士檸檬汽水&40（藍超人）
- 麵包超人（叉子人）
- 大耳鼠（男孩子）
- 平成天才妙老爹（日语：平成天才バカボン）（優、雙胞胎兄弟）
- 我的長腿叔叔（柯里）

1991年
- 美食小專家（日语：OH!MYコンブ）（飯糰小子）
- 源氏通信油炸酥（日语：ゲンジ通信あげだま）（男學生B）
- 21衛門（里格爾、圖書館館員）
- 魔法公主 明琪桃子 擁抱夢想（日语：魔法のプリンセス ミンキーモモ）（查莫）

1992年
- 蠟筆小新（1992年—，風間徹、小白）
- 看了就會變強 暢快！橫綱動畫 啊啊播磨灘（日语：ああ播磨灘）（瑪羅）

1993年
- 奇蹟女孩（松永貴繪）

1995年
- H2（游泳社顧問）
- 暖暖日記（小鯨的母親）

1997年
- 貓狐警探（日语：はいぱーぽりす）（近藤直子）

1998年
- 槍神Trigun（小孩）
- 危險調查員（維克多〈少年時期〉）
- YAT安心！宇宙旅行 (第2期)（日语：YAT安心!宇宙旅行）

2003年
- 高橋留美子劇場（女士）

2004年
- 詩∽片（紅樹陽輔）
- MONSTER（米羅契）

2014年
- 蠟筆小新（機器狗小白）

2015年
- 名偵探柯南（田中鈴子）

2017年
- 忍者哈特利 印度動畫版（モモンベエ）

2018年
- 名偵探柯南（寺內信子）

2024年
- 美妙寵物 光之美少女（小白[7]）

### 電影動畫
1986年
- 魔物語 愛的貝蒂（日语：魔物語 愛しのベティ）（瑪莉·乒乓）

1989年
- （松野空松、旗坊[8]）
- 哆啦A夢：大雄的日本誕生（少年）

1992年
- 機動戰士鋼彈0083：吉翁的殘光（西瑪·卡拉豪）

1993年
- 蠟筆小新系列（1993年—，風間徹、小白）[注 1]
  - 第10部：風起雲湧！壯烈！戰國大會戰（和間）

2010年
- 五彩繽紛（駄菓子屋的小孩）

### OVA
1986年
- 夢幻獵人麗夢II 聖美神學園的妖夢（日语：ドリームハンター麗夢）（黑薔薇會的女學生）

1990年
- 奧特曼塗鴉 歡迎來到奧特曼國度！（日语：ウルトラマングラフィティ おいでよ!ウルトラの国）（梅特隆星人、艾雷助）
- 小松君 大板牙一人在風中（松野空松、旗坊[6]）
- 天外魔境 Ziria 自來也朧變（腰元B）

1991年
- 機動戰士鋼彈0083：Stardust Memory（西瑪·卡拉豪）

1992年
- 陰陽特搜官（日语：ジョーカー・シリーズ (漫画)）（女性）
- 電影少女 -VIDEO GIRL AI-（女孩子）
- 天地無用！魎皇鬼（天地〈小時候〉）

1995年
- YAMATO2520（猩猩）

1996年
- 可洛比鬼屋（キョロスケ）

1998年
- 銀河英雄傳說外傳 汙名（娼婦）
- 魔界轉生（彌太郎）

2003年
- 墮落三人組的來去圖書館查閱吧（日语：ズッコケ三人組#『ズッコケ三人組の図書館で調べよう』）（山中正太郎〈博士〉）

### 網路動畫
2016年
- 蠟筆小新外傳 外星人vs.新之助（日语：クレヨンしんちゃん外伝 エイリアン vs. しんのすけ）（小白）
- 蠟筆小新外傳 玩具大戰（日语：クレヨンしんちゃん外伝 おもちゃウォーズ）（風間徹、小白）

2017年
- 蠟筆小新外傳 帶家族之狼（日语：クレヨンしんちゃん外伝 家族連れ狼）（野犬小白）
- 蠟筆小新外傳 妖怪與野原新之助（日语：クレヨンしんちゃん外伝 お・お・お・のしんのすけ）（小白）

2019年
- SUPER SHIRO（日语：SUPER SHIRO）（小白[9]）

### 遊戲
年份不詳
- 日昇英雄譚（日语：サンライズ英雄譚）（西瑪·卡拉豪）

1993年
- 妖獸戰記（日语：妖獣戦記）（霧原麗子）

1994年
- 阿爾納姆之牙 獸族十二神徒傳說（日语：アルナムの牙 獣族十二神徒伝説）（塔蘭妲）

1995年
- 嬌娃夏生的危機對戰（日语：なつきクライシス）（神取明）

1997年
- 阿爾納姆之翼 在燒塵之空的彼方（日语：アルナムの翼 焼塵の空の彼方へ）（塔蘭妲）
- 超級機器人大戰F（西瑪·卡拉豪）

1998年
- ADVANCED V.G.2（日语：ヴァリアブル・ジオ）（新條）
- SD鋼彈 G世代（西瑪·卡拉豪）
- 機動戰士鋼彈 基連的野望（日语：機動戦士ガンダム ギレンの野望）（西瑪·卡拉豪）
- 超級機器人大戰F 完結篇（西瑪·卡拉豪）

1999年
- SD鋼彈 G世代-ZERO（西瑪·卡拉豪）
- 超級機器人大戰完全版（西瑪·卡拉豪）
- 魔幻世界F（日语：マジカルドロップ）（法皇凡特）

2000年
- SD鋼彈 G世代-F（西瑪·卡拉豪、吉理·加度嘉·亞史皮斯）
- 機動戰士鋼彈 基連的野望 吉翁的系譜（西瑪·卡拉豪、阿克西斯的秘書）
- 超級機器人大戰α（西瑪·卡拉豪）

2001年
- SD鋼彈 G世代-F.I.F（西瑪·卡拉豪）
- 兒童劇場 蠟筆小新動手做（日语：キッズステーション クレヨンしんちゃん オラとおもいでつくるゾ!）（風間徹、小白）
- 超級機器人大戰α for Dreamcast（西瑪·卡拉豪）

2002年
- SD鋼彈 G世代-DA（西瑪·卡拉豪）
- SD鋼彈 G世代 NEO（西瑪·卡拉豪）
- 機動戰士鋼彈 基連的野望 吉翁獨立戰爭季（西瑪·卡拉豪、播報員）
- 超級機器人大戰IMPACT（日语：スーパーロボット大戦IMPACT）（西瑪·卡拉豪）

2003年
- INTERLUDE（日语：インタールード (ゲーム)）（嶋）
- 機動戰士鋼彈 宇宙相逢（日语：機動戦士ガンダム めぐりあい宇宙）（西瑪·卡拉豪）
- 第2次超級機器人大戰α（西瑪·卡拉豪、吉理·加度嘉·亞史皮斯）

2004年
- SD鋼彈 G世代 SEED（西瑪·卡拉豪）
- 蠟筆小新：呼風喚雨的電影樂園大冒險！（日语：クレヨンしんちゃん 嵐を呼ぶ シネマランドの大冒険!）（小白）
- 重生傳奇（吉爾瓦·麥迪根）

2006年
- SD鋼彈 G世代 PORTABLE（西瑪·卡拉豪）
- 機動戰士鋼彈 CLIMAX U.C.（西瑪·卡拉豪）
- 蠟筆小新：最強家族春日部之王Wii（日语：クレヨンしんちゃん 最強家族カスカベキング うぃ〜）（風間徹、小白）
- 蠟筆小新：驚奇園地的傳說大絕戰！（日语：クレヨンしんちゃん 伝説を呼ぶ オマケの都ショックガーン!）（風間徹、小白）

2007年
- SD鋼彈 G世代 SPIRITS（西瑪·卡拉豪、吉理·加度嘉·亞史皮斯）
- 鋼彈激鬥年代記（西瑪·卡拉豪）
- 蠟筆小新DS：呼風喚雨的蠟筆大作戰！（日语：クレヨンしんちゃんDS 嵐を呼ぶ ぬってクレヨ〜ン大作戦!）（風間徹、小白）

2008年
- 鋼彈Battle Universe（日语：ガンダムバトルユニバース）（西瑪·卡拉豪）
- 蠟筆小新：呼風喚雨的電影樂園大挑戰！（日语：クレヨンしんちゃん 嵐を呼ぶ シネマランド カチンコガチンコ大活劇!）（小白）
- 超級機器人大戰A PORTABLE（西瑪·卡拉豪）

2009年
- SD鋼彈 G世代 WARS（西瑪·卡拉豪）
- 蠟筆小新：黏土造型大變身！（日语：クレヨンしんちゃん 嵐を呼ぶ ねんどろろ〜ん大変身!）（風間徹、小白）

2010年
- 異世紀機器人大戰：R（吉理·加度嘉·亞史皮斯）
- 鋼彈Assault Survice（日语：ガンダムアサルトサヴァイブ）（西瑪·卡拉豪）
- 機動戰士鋼彈  Extreme Versus（日语：機動戦士ガンダム エクストリームバーサス）（西瑪·卡拉豪）
- 蠟筆小新：呆呆忍者傳前進吧！春日部忍者隊！（日语：クレヨンしんちゃん おバカ大忍伝 すすめ!カスカベ忍者隊!）（風間徹）

2011年
- SD鋼彈 G世代 WORLD（西瑪·卡拉豪、吉理·加度嘉·亞史皮斯）

2012年
- SD鋼彈 G世代 OVER WORLD（西瑪·卡拉豪、吉理·加度嘉·亞史皮斯）
- 機動戰士鋼彈 Extreme VS. Full Boost（日语：機動戦士ガンダム エクストリームバーサス フルブースト）（西瑪·卡拉豪）

2014年
- 機動戰士鋼彈 Extreme VS. Maxi Boost（日语：機動戦士ガンダム エクストリームバーサス マキシブースト）（西瑪·卡拉豪）
- 蠟筆小新：呼風喚雨春日部電影明星！（日语：クレヨンしんちゃん 嵐を呼ぶ カスカベ映画スターズ!）（風間徹、小白[10]）

2015年
- 鋼彈場模最前線（西瑪·卡拉豪）

2017年
- 蠟筆小新：沸騰！關東煮大混亂!!（風間徹、小白）

### 外語配音

#### 電影
- 回到未來II（少年）
- 城市滑頭 ※VHS版。
- 終極警探3
- 帝國毀滅
- 孩子王、來來殭屍（幽幻童子）
- 靈異魔咒 ※東京電視台版。
- 雷霆尖兵（英语：Rolling Thunder (film)）（Mark〈Jordan Gerler〉）
- 情人眼裡出西施 (2001年電影)
- 雷霆之心（英语：Thunderheart）（Alan A. Allen〈魯伯特·葛林〉）※VHS、DVD版。
- 玫瑰戰爭（英语：The War of the Roses (film)） ※富士電視台版。
- 臉紅心跳（英语：Zapped!）

#### 電視影集
- 飛越比佛利
- 雙面諜（英语：Cover Up (TV series)）（Katya）
- 殭屍小子（安安）
  - 新殭屍小子 立體奇兵
- 洛城法網（Sheila Brackman〈Joanna Frank〉）
- 清秀小佳人（英语：Road to Avonlea）

#### 動畫
- 查理布朗與史努比 (1990年版)（Shermy）
- 變形金剛 (第3季)（Inara）
- 神奇校巴（英语：The Magic School Bus (TV series)）（Carlos）
- 辛普森一家（Rod Flanders、Ralph Wiggum 等）
  - 辛普森一家大電影（Maggie Simpson〈第3代〉、Rod Flanders、Ralph Wiggum、汽車導航系統）
- 醜小鴨 (1997年版)（Little Rabbit〈Robert Waiting〉）

### 廣播劇CD
1990年
- 吸血鬼獵人D 北海魔行（小孩）

1992年
- 機動戰士鋼彈0083：星塵回憶 倫卡洋面砲擊戰（西瑪·卡拉豪）
- 機動戰士鋼彈0083：星塵回憶2 宇宙的蜉蝣
- Joker Second Contact ～紫色之月～（少年）

2002年
- 永遠的野原（日语：永遠の野原）（古屋美橘、柳良次的母親）

2005年
- 重生傳奇（吉爾瓦·麥迪根）

### 廣播劇
- VOMIC
- 話說之旅（日语：おはなしの旅）
- 言語教室（日语：ことばの教室）

### 電視劇
- 連續電視小說 夏空（2019年6月14日，NHK）第65回－少年&犬（配音演出）

### 旁白
- 地上最大的TV動物園（日语：地上最大のTV動物園）（富士電視台）

### 廣告
- BPO (放送倫理節目向上機構)－電視君、廣播君的配音
- 民放聯－地球
- 我是航空管制官  3D 羽田 with JAL ※羽田機場限定版
- 若狹本舖（日语：わかさいも本舗） 雄北密瓜篇·雄北卡士達篇（兔子的角色）、巧克力醬餅乾（巧克力醬餅乾君）

### 其它
- 機動戰士鋼彈0079：Card Builder（日语：機動戦士ガンダム0079カードビルダー）（西瑪·卡拉豪）
- 墮落三人組的來去圖書館查閱吧（日语：ズッコケ三人組#『ズッコケ三人組の図書館で調べよう』） CG動畫教學錄影帶（博士〈配音〉）

## 腳註

## 外部連結
- 真柴摩利｜Production baobab （日語）